# Fensteralpe
Die Fensteralpe (auch: Fensteralm) ist ein 1642 m ü. A. hoher Gipfel der Gleinalpe nordwestlich von Graz.

## Lage und Umgebung
Die Fensteralpe ist ein Gipfel innerhalb des Gleinalm-Hauptzugs und in dessen Verlauf der höchste Gipfel zwischen dem Eiblkogel und der Hochalpe. In generalisierender Verwendung steht die Bezeichnung „Fensteralpe“ manchmal für diesen gesamten Abschnitt der Gleinalpe zwischen Polstersattel und Almwirtsattel.
Im Südwesten ist die Fensteralpe über mehrere namenlose Kuppen mit dem Polsterkogel (1608 m) verbunden. Tatsächlich ist eine dieser Kuppen mit 1673 m signifikant höher als jener Punkt, der in den amtlichen Karten (z. B. GIS-Steiermark) als Gipfel der Fensteralpe verzeichnet ist. Dieser höhere Punkt liegt etwa 900 Meter Luftlinie vom „offiziellen“ Gipfel entfernt und trägt ebenfalls ein (allerdings improvisiertes) Gipfelkreuz. Erst der Polstersattel (1505 m) weiter westlich schafft eine markante Abgrenzung zum wesentlich höheren Eiblkogel (1831 m). Im Nordwesten schließt das Erdegg (1551 m) an die Fensteralpe an, im Nordosten der Pöllakogel (1527 m) mit einem weiter nach Osten abfallenden Rücken. Im Süden und Südosten fallen mehrere Rücken ins Kleintal (ein Seitental des Übelbachtals), direkt zum Ostportal des Gleinalmtunnels, ab. Die Grenze im Norden bildet der Schladnitzgraben bzw. der Pöllasattel an dessen Ende.
Als Teil des Gleinalpen-Hauptzugs bildet die Fensteralpe die Grenze zwischen den Bezirken Leoben und Graz-Umgebung. Darüber hinaus laufen auf ihr die Gemeindegrenzen von Leoben, Sankt Michael in Obersteiermark, Übelbach und Frohnleiten zusammen.

## Wege
Über die Fensteralpe läuft ein Wanderweg, der Teil des Europäischen Fernwanderweges E6, des Zentralalpenweges und des Nord-Süd-Weitwanderweges ist. Er führt vom Almwirtsattel über den Pöllakogel auf die Fensteralpe und von dort weiter nach Südwesten. Ein weiterer Wanderweg führt von Übelbach im Südosten auf den Gipfel.

### Carl-Hermann-Notunterkunft
Südöstlich unterhalb des Gipfels der Fensteralpe, auf 1416 Höhenmetern, befand sich die Fensteralmhütte, eine vom Österreichischen Alpenverein betreute Notunterkunft. Zu Ehren von Carl Hermann, dem Initiator des Nord-Süd-Weitwanderweges, trug sie auch den Namen Carl-Hermann-Notunterkunft. Die Unterkunft wurde im Mai 1988 in einer bereits bestehenden Hütte eingerichtet. 2015 stellte der Grundeigentümer (die Forstamt Prinz Liechtenstein GesbR) die Kooperation mit dem Alpenverein ein, die bereits altersschwache Hütte wurde abgetragen.

Galerie
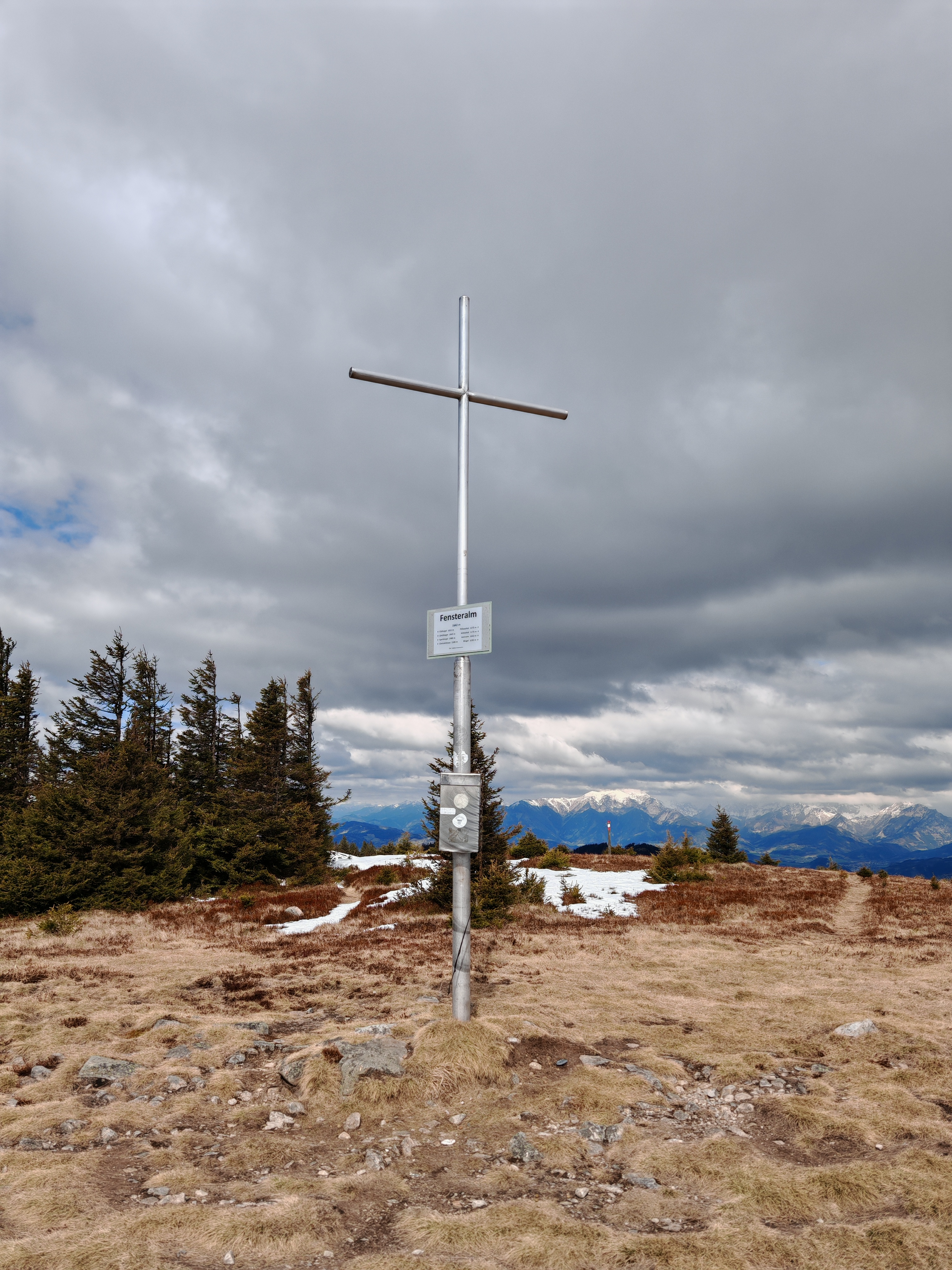
Gipfelkreuz der Fensteralpe
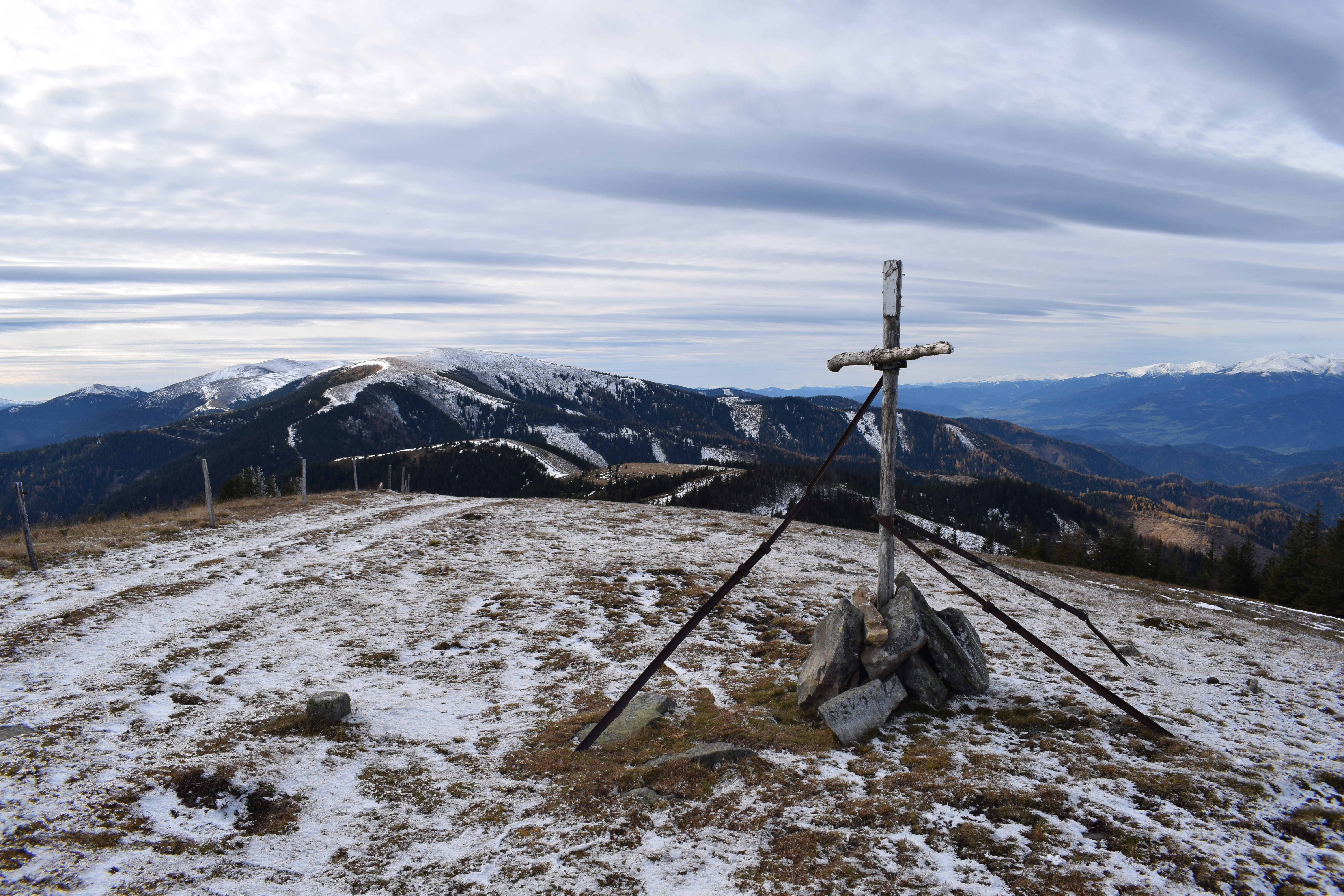
Blick vom eigentlich höchsten Punkt der Fensteralpe nach Südwesten zur „Hauptgruppe“ der Gleinalm, zuvorderst der Eiblkogel.
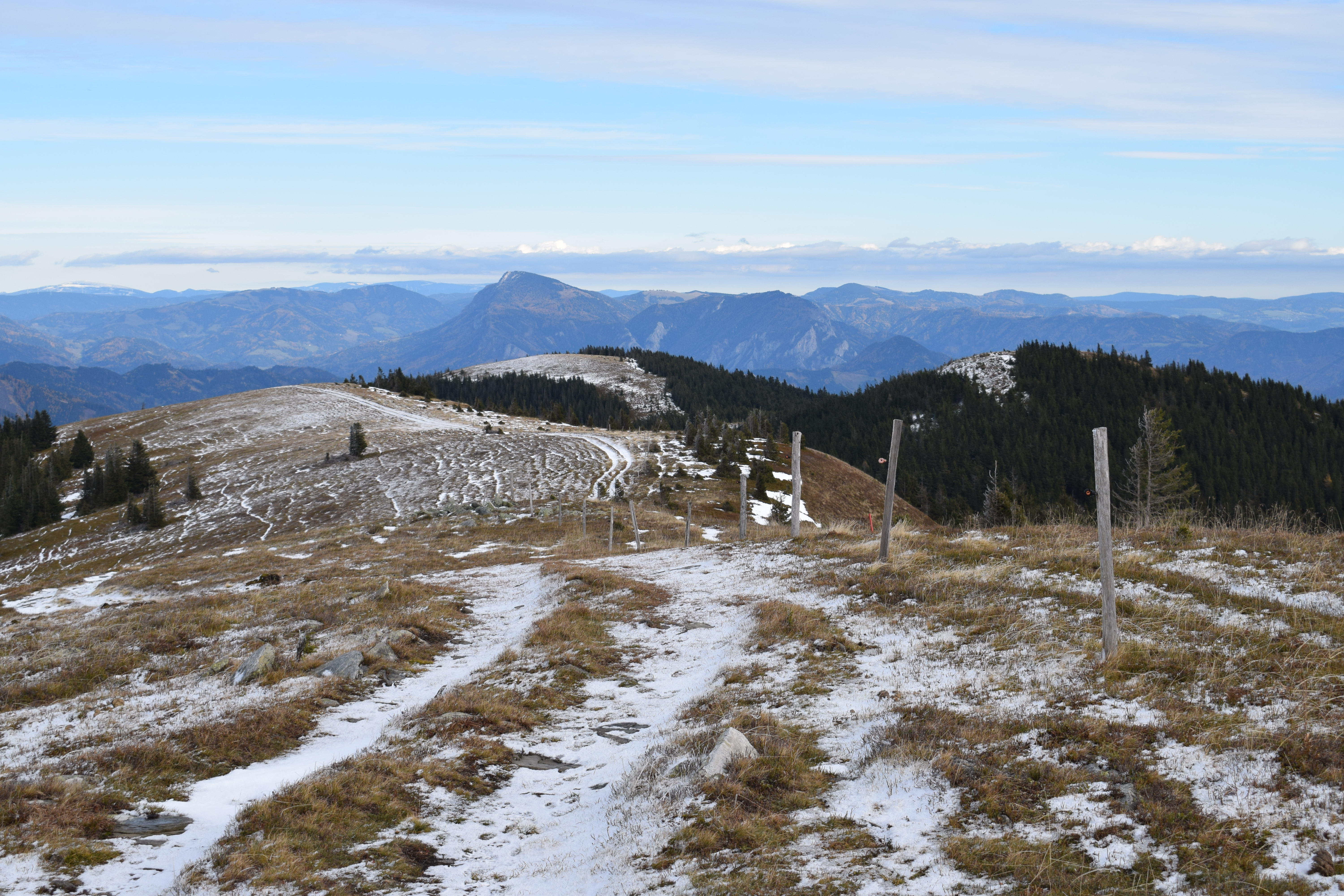
Blick vom selben Punkt nach Nordosten. Als Gipfel der Fensteralpe gilt offiziell die Kuppe rechts im Bild.